# Plače
Plače je malo naselje na Vipavskoj dolini u općini Ajdovščina, Primorska Slovenija. Naselje je 2002. godine imalo 207 stanovnika.